# Рене Лаенек
Рене Лаенек (на френски: René-Théophile-Marie-Hyacinthe Laennec) е френски лекар, изобретател на стетоскопа и основоположник на клиничната аускултация. Той първи го използва в света при диагностициране на различни състояния на гръдния кош във френската болница Некер Енфан Малади във Франция.

## Биография
Роден е на 17 февруари 1781 г. в семейството на адвокат в днешния град Кемпер, регион Бретан, Франция. Майка му умира от туберкулоза, когато той е на петгодишна възраст. В резултат е изпратен при прачичо си абат Лаенек, защото баща му не може да се грижи за него.
На 12-годишна възраст заминава за Нант, където продължава образованието си и изучава английски и немски език. Чичо му Гийом Лаенек, декан на медицинския факултет в местния университет, го убеждава да изгради кариера в медицината. На 14-годишна възраст Лаенек помага в местната „Hôtel Dieu“, където се грижи за болните и ранените. Четири години по-късно работи като хирург във военната болница в Нант.
Той става преподавател в Колеж дьо Франс през 1822 и професор по медицина през 1823. Последните му назначения са като ръководител на медицинската клиника в „Де ла Шарите“ и като професор в Колеж дьо Франс. Умира от туберкулоза през 1826 г. на 45 години.